# Eróticas
Eróticas o Eroticas es el trigésimo primer álbum oficial en estudio del cantautor chileno Ángel Parra como solista. Fue lanzado originalmente en Francia en 1998, y está interpretado en conjunto con la escritora francesa de literatura erótica y cineasta Régine Deforges.
La versión original francesa incluye los nombres de las canciones tanto en castellano como en francés.

## Lista de canciones
Toda la música compuesta por Ángel Parra. 
| Eróticas |                         |          |  |
| N.º      | Título                  | Duración |  |
| 1.       | «Desvísteme, por favor» | 3:55     |  |
| 2.       | «El ventanal milagroso» | 3:45     |  |
| 3.       | «Siesta»                | 5:31     |  |
| 4.       | «Deseos»                | 4:08     |  |
| 5.       | «Extranjera»            | 3:53     |  |
| 6.       | «El sueño»              | 3:15     |  |
| 7.       | «La alfombra oriental»  | 5:45     |  |
| 8.       | «Lolita»                | 1:33     |  |
| 9.       | «Parque forestal»       | 4:05     |  |
| 10.      | «Las dos amigas»        | 4:39     |  |
| 11.      | «Desvísteme, por favor» | 3:57     |  |
| 44:26    |                         |          |  |